# Linus Kajman Gustafsson
Linus Kajman Gustafsson, född 10 Juni 2003 i Karlskrona, är en svensk sångare, artist och  skådespelare.

## Biografi
Linus Kajman Gustafsson medverkade i talangprogrammet Idol på TV4 år 2021. 2024 spelade han en av huvudrollerna i SVT-produktionen Smärtpunkten och 2025 spelar han en av huvudrollerna i andra säsongen av SVT-produktionen Bara sex.

## Filmografi (i urval)
- 2021 – Idol (Sverige) (TV-serie)
- 2024 – Smärtpunkten (TV-serie)
- 2025 – Bara sex (TV-serie)